# Dimerium costaricense
Dimerium costaricense är en svampart som beskrevs av Syd. 1926. Dimerium costaricense ingår i släktet Dimerium, klassen Dothideomycetes, divisionen sporsäcksvampar och riket svampar.   Inga underarter finns listade i Catalogue of Life.